# Olivier Allamand
Olivier Allamand (n. 31 iulie 1969, La Tronche, Rhône-Alpes, Franța) este un sportiv ce a reprezentat Franța, medaliat olimpic. A participat la o ediție a Jocurilor Olimpice (1992) în care a câștigat o medalie de argint.

## Participări
Lista de mai jos prezintă principalele competiții la care a participat Olivier Allamand de-a lungul carierei.
- freestyle skiing at the 1992 Winter Olympics – men's moguls[*]